# Paul Wolfowitz

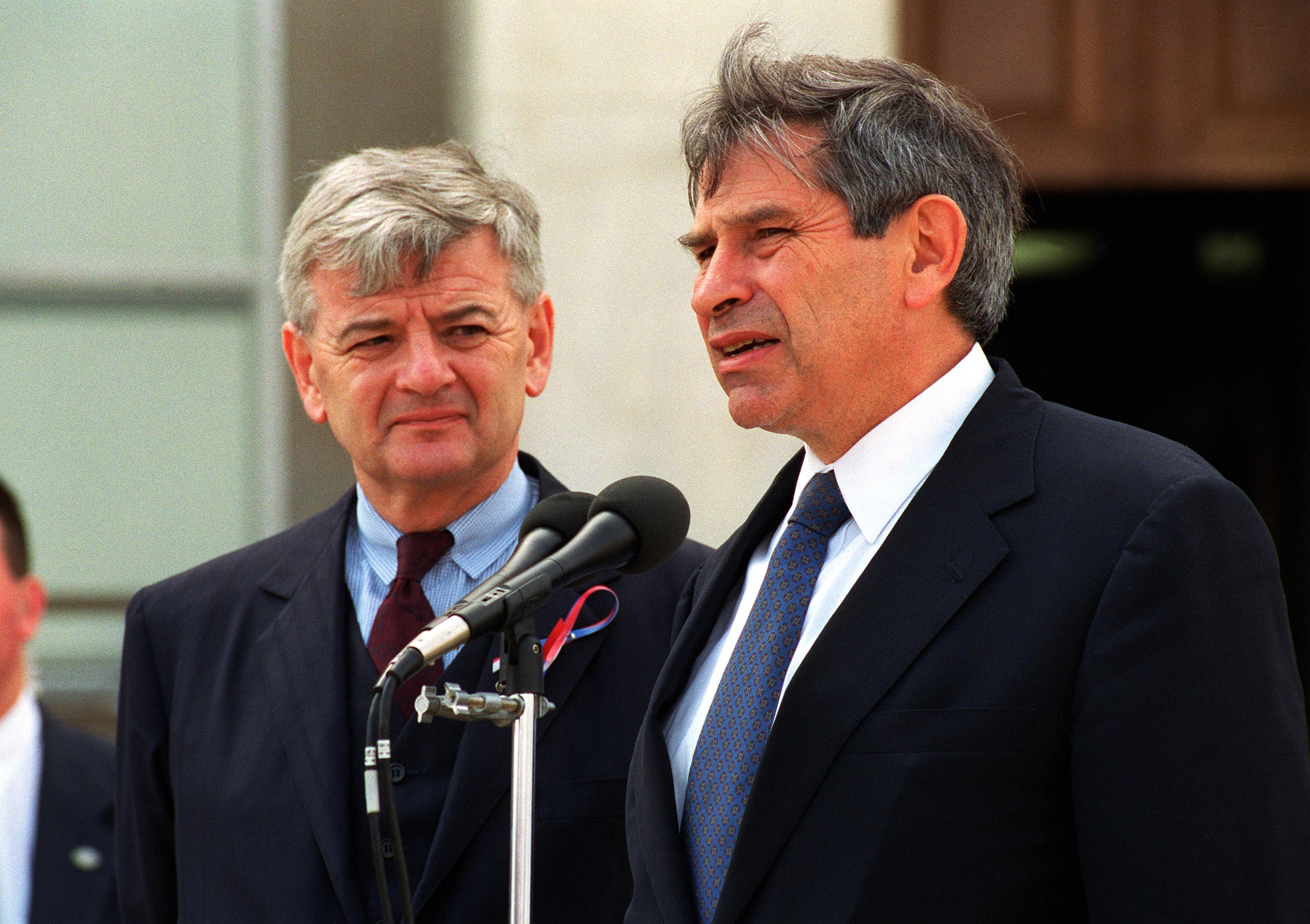
Joschka Fischer en Paul Wolfowitz (rechts)

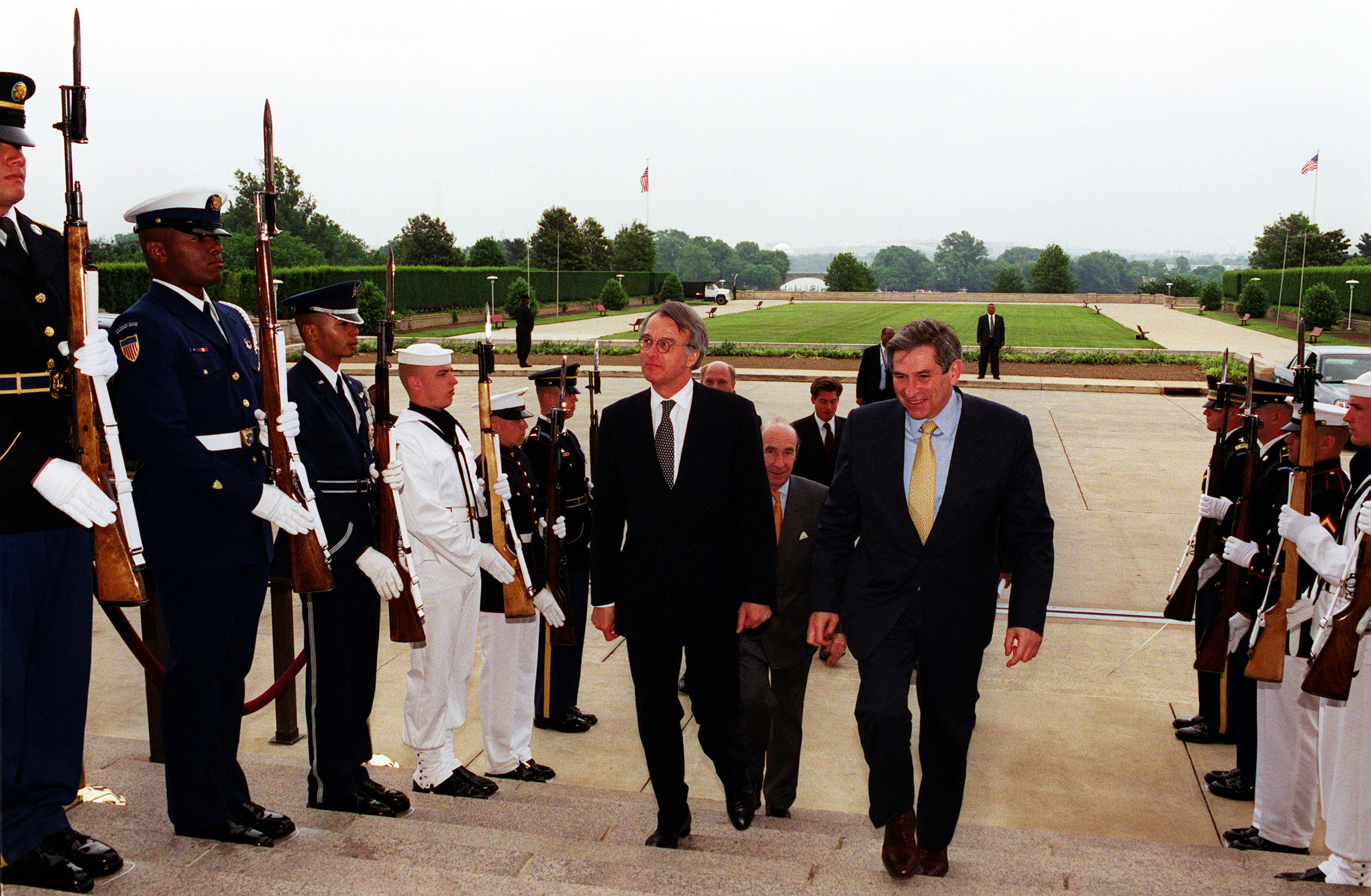
Jozias van Aartsen en Paul Wolfowitz (rechts)

Paul Dundes Wolfowitz (New York, 22 december 1943) is een Amerikaanse politicus; hij was van 1 juni 2005 tot 30 juni 2007 president van de Wereldbank.

## Biografie
Tot begin 2005 was hij Amerikaans viceminister van Defensie, onder minister Donald Rumsfeld en president George W. Bush.
Met zijn neoconservatieve opvattingen en zijn pro-Israëlische betogen had hij een rechtse invloed op het beleid van de Amerikaanse president George W. Bush, gedurende diens eerste ambtstermijn. Wolfowitz was een vooraanstaande deelnemer in de denktank Project for the New American Century. Hij was een van de grote voorstanders van de inval in Irak.
Sinds 5 april 2007 lag Wolfowitz onder vuur toen bekend werd dat hij had geregeld dat Shaha Ali Riza, met wie hij een relatie had, een loonsverhoging en promotie kreeg binnen de Wereldbank, maar zou gaan werken voor het Ministerie van Buitenlandse Zaken. De staforganisatie van de Wereldbank eiste zijn ontslag, en Wolfowitz gaf toe dat er fouten waren gemaakt en dat hij eventuele sancties zou aanvaarden, maar dat hij op advies van de Ethische Commissie had gehandeld (waar Ad Melkert destijds de voorzitter van was). Verdedigers van Wolfowitz verklaarden dat zijn Europese tegenstanders het niet op hadden met Wolfowitz’ anti-corruptie-agenda en hem middels een valse aantijging de bank uit probeerden te krijgen.
Op 17 mei werd bekendgemaakt dat Wolfowitz per 30 juni ontslag zou nemen. Wolfowitz had bedongen dat hij niet schuldig zou worden bevonden omdat er ook van de zijde van de Wereldbank onduidelijke dan wel foute stappen zouden zijn genomen.
Herman Wijffels, voorzitter van de commissie die onderzoek deed naar de handelwijze van Wolfowitz, vond dat het besluit over het vertrek van Wolfowitz te lang heeft geduurd waardoor de bank extra schade is berokkend.

### Tijdlijn
- 1966 - Werkt bij intern management van de regering.
- 1981-1982 - Hoofd van de politieke staf van het ministerie van Binnenlandse Zaken.
- 1983 - Militair analist onder Ronald Reagan.
- 1983-1986 - Assistent-secretaris voor Oost-Aziatische Zaken.
- 1986-1989 - Ambassadeur in Indonesië.
- 1989-1993 - Dient onder defensieminister Dick Cheney bij het Pentagon (de Golfoorlog van 1991 vindt plaats in deze periode).
- 1992 - Verklaart zich tegen het voorstel van president George Bush senior om Saddam Hoesseins regime te laten zitten na de Golfoorlog. Wolfowitz wil dat de VS preventief Irak binnenvalt om de ontwikkeling van massavernietigingswapens te voorkomen.
- 1997 - Medeoprichter van het neoconservatieve Project voor de Nieuwe Amerikaanse Eeuw (PNAC) met Cheney, Jeb Bush en Donald Rumsfeld.
- 2000 - PNAC vat het plan op om een nieuwe groep nucleaire wapens te ontwikkelen, voor wereldwijde militaire aanwezigheid en om de opkomst van China te vertragen. Het plan wordt later deel van de nationale veiligheidsstrategie.
- 1994-2001 - Decaan en professor in de internationale relaties aan de Johns Hopkins-universiteit.
- 2001 - Na de aanslagen op 11 september stemt Wolfowitz voor de vervolging van de daders en beëindiging van sponsoring door staten van terroristen. Hij is de drijvende kracht achter de invasie in Afghanistan en het ten val brengen van de Taliban.
- 2003 - Belangrijkste plannenmaker van de door president George W. Bush geleide invasie in Irak om Saddam Hoessein te onttronen.
- 1 juni 2005 - Treedt in dienst als tiende president van de Wereldbank.
- 17 mei 2007 - Het bestuur van de Wereldbank maakt bekend dat Wolfowitz per 30 juni zal opstappen.

- Bibsys: 98016120
- Gemeinsame Normdatei: 130055417
- International Standard Name Identifier: 0000 0000 8323 0610
- Library of Congress Control Number: n82107750
- National Archives and Records Administration: 10568252
- Nationale Bibliotheek van Tsjechië: js20050704020
- Nationale Bibliotheek van Israël: 987007359791605171
- Nationale Bibliotheek van Polen: a0000003344128
- Système universitaire de documentation: 096377844
- Virtual International Authority File: 115819489
- WorldCat: E39PBJm9bbCrXypwdFVVt3Krv3